# Melogale personata
El tejón turón birmano (Melogale personata) es una especie de mamífero mustélido que habita en el sudeste de Asia.

## Descripción
Es un animal de hábitos nocturnos y se alimenta principalmente de animales pequeños como insectos, gusanos, caracoles, ranas y en ocasiones de cadáveres de mamíferos pequeños y aves, huevos y frutas. Duermen durante el día en madrigueras y buscan alimento durante la noche. Se le encuentra en bosques, praderas e incluso en campos de arroz. Se conoce poco acerca de la reproducción de la especie. Esta especie es de tipo fosorial y ocupa cuevas ya existentes, en lugar de excavar nuevas. En Tailandia, se le ha observado en bosques perennes, bosques de pino y praderas.